# Synoestropsis manicata
Synoestropsis manicata är en nattsländeart som först beskrevs av Luisa Eugenia Navas 1920.  Synoestropsis manicata ingår i släktet Synoestropsis och familjen ryssjenattsländor. Inga underarter finns listade i Catalogue of Life.